# Metacyclops malayicus
Metacyclops malayicus – gatunek widłonoga z rodziny Cyclopidae. Nazwa naukowa tego gatunku skorupiaków została opublikowana w 1930 roku przez niemieckiego zoologa Friedricha Kiefera.